# Turner (constructor)
 Turner  va ser un constructor estatunidenc de cotxes de competició.
Turner va competir al campionat del món de la Fórmula 1 a 1 temporada, la de l'any 1953.
Va disputar només la cursa del Gran Premi d'Indianapolis 500, no competint a cap més prova del campionat del món de la F1.

## Resultats a la F1
| Temporada | Pilot        | Classificació | Punts | Retirada    | Resultats |
| --------- | ------------ | ------------- | ----- | ----------- | --------- |
| 1953      | Mike Nazaruk | 21            | 0     | Transmissió | Resultats |